# 'т-Гантьє (Північний Брабант)
'т-Гантьє (нід. 't Haantje) — селище в нідерландській провінції Північний Брабант. Входить до муніципалітету Стенберген. Наразі у селищі нараховується близько 20 будинків.